# Har-Us nuur (Uvs)
Har-Us nuur  (in mongolo: Хар-Ус нуур) è un lago della Mongolia occidentale, nella provincia dell'Uvs, tra i distretti di Ômnôgov' e Ôlgij. Si trova a un'altitudine di 1.574 m s.l.m.; è lungo 19 km, largo 7,8 km e ha una superficie di 63 km². Ha una profondità massima di 8,2 m.
Il lago Har-Us si trova a sud della città di Ulaangom e circa 80 km a nord dell'omonimo e più grande Har-Us nuur della provincia di Hovd.